# Mount Meister
Mount Meister ist ein 2520 m hoher Berg im ostantarktischen Viktorialand. Er ragt am nördlichen Ende des Nash Ridge in der Eisenhower Range an der Westseite des Priestley-Gletschers auf.
Der United States Geological Survey kartierte ihn anhand eigener Vermessungen und mithilfe von Luftaufnahmen der United States Navy zwischen 1955 und 1963. Das Advisory Committee on Antarctic Names benannte ihn 1968 nach dem US-amerikanischen Geologen Laurent Justin Meister (* 1936), der von 1965 bis 1966 auf der McMurdo-Station tätig war.